# Psicologia de Massas do Fascismo
Psicologia de Massas do Fascismo (em alemão:  Die Massenpsychologie des Faschismus) é um livro de 1933 do psicanalista austríaco Wilhelm Reich, no qual explora como os fascistas chegam ao poder e explica a ascensão destes como ligada a um sintoma da repressão sexual.

## Contexto
Reich – originário da Galícia durante o Império Austro-Húngaro e, posteriormente, psicanalista e psiquiatria em Viena – ingressou no Partido Social-Democrata da Áustria (SPÖ) em 1928. Ao mudar sua atividade como psicanalista para Berlim, ingressou no Partido Comunista da Alemanha (KPD) em 1930. No entanto, a Psicologia de Massas do Fascismo foi considerado tão crítico ao regime comunista na União Soviética que Reich foi expulso do KPD após a publicação do livro, em 1933.

## Resumo
A questão central do livro de Reich era a seguinte: por que as massas se voltaram para o autoritarismo, ainda que claramente este agisse contra seus interesses? Neste livro, Reich começou a analisar "a estrutura econômica e ideológica da sociedade alemã entre 1928 e 1933". A alternativa proposta por Reich foi a criação de uma "Democracia dos Trabalhadores", na qual aqueles que realizam o trabalho real são os tomadores de decisão.

Reich argumentou que a razão pela qual o fascismo alemão (nazismo) foi escolhido em vez do comunismo foi o aumento da repressão sexual na Alemanha - em oposição à Rússia um tanto mais liberal (pós-revolucionária). Quando crianças, os membros do proletariado (alemão) aprenderam com seus pais a suprimir quase todo desejo sexual e - em vez disso - gastaram a energia reprimida no idealismo autoritário. Portanto, em adultos, quaisquer impulsos sexuais e rebeldes experimentados causariam ansiedade fundamental e, portanto, o controle social é usado para reduzir essa ansiedade. O medo da revolta, assim como o medo da sexualidade, estavam inseridos na "estrutura de caráter" das massas. Isso influenciou a irracionalidade do povo e permitiu o florescimento da ideologia populista (irracional). De acordo com Reich: 
 A supressão da sexualidade natural da criança, particularmente de sua sexualidade genital, torna a criança apreensiva, tímida, obediente, com medo da autoridade, boa e ajustada no sentido autoritário; paralisa as forças rebeldes porque qualquer rebelião é carregada de ansiedade; produz, inibindo a curiosidade sexual e o pensamento sexual na criança, uma inibição geral do pensamento e das faculdades críticas. Em resumo, o objetivo da supressão sexual é o de produzir um indivíduo que se ajuste à ordem autoritária e que se submeta a ela, apesar de toda miséria e degradação. Inicialmente, a criança deve se submeter à estrutura do estado autoritário em miniatura, a família, processo que a torna capaz de posterior subordinação ao sistema autoritário geral. A formação da estrutura autoritária ocorre através da ancoragem da inibição sexual e da ansiedade. 
 Reich observou que o simbolismo da suástica, evocando a fantasia da cena primitiva, mostrava de maneira espetacular como o nazismo manipulava sistematicamente o inconsciente coletivo. Uma família repressiva, uma religião obscena, um sistema educacional sádico, o terrorismo do partido, o medo de manipulação econômica, o medo de contaminação racial e a violência permitida contra minorias, todos operados através da psicologia inconsciente das emoções dos indivíduos (o coletivo), experiências traumáticas, fantasias, economias libidinais, e assim por diante, e a ideologia e prática política nazista exacerbaram e exploraram essas tendências. Para Reich, combater o fascismo significava, antes de tudo, estudá-lo cientificamente, nesse caso, usando os métodos da psicanálise. Ele acreditava que somente a razão seria capaz de controlar as forças da irracionalidade e afrouxar o domínio do misticismo. A razão também seria capaz de desempenhar seu próprio papel no desenvolvimento de modos originais de ação política, construindo um profundo respeito pela vida e promovendo uma canalização harmoniosa de libido e potência orgástica. Reich propôs a "democracia do trabalho", uma forma de organização social autogerenciada que preservaria a liberdade, a independência, a autonomia do indivíduo e incentivaria a responsabilidade do indivíduo e da sociedade, baseando-se, portanto, nesses princípios: 
 Amor, trabalho e conhecimento são as fontes da nossa vida. Tais também devem governá-la. 

## Proibição
Como resultado de suas opiniões bastante radicais (que levaram à redação e publicação deste livro em 1933 em Copenhague), Reich já havia sido expulso do Partido Comunista da Alemanha (KPD). Por isso, ele teve que fugir da Alemanha após a tomada do nacional-socialismo com o incêndio do Reichstag . O livro – junto com muitos outros banidos pelos nazistas quando chegaram ao poder – foram queimados publicamente na queimada de livros na Alemanha nazista. Reich percebeu que estava em perigo considerável e saiu às pressas da Alemanha; primeiro indo para a Áustria (para ver sua ex-esposa e filhos) e depois para o exílio na Dinamarca, Suécia e Noruega. Reich também foi expulso da Associação Psicanalítica Internacional em 1934 por sua militância política e seus pontos de vista sobre sexualidade. Este livro - e todos os livros publicados de Reich - foram posteriormente ordenados a serem queimados, a pedido da Food and Drug Administration (FDA), por um juiz do Maine, Estados Unidos, em 1954.

## Família e autoritarismo
O Capítulo V contém a alegação célebre de Reich de que a família é a primeira célula da sociedade fascista:
Do ponto de vista da evolução social, a família não pode ser encarada como a base do Estado autoritário, mas apenas como uma das mais importantes instituições que lhe servem de apoio. Mas temos de considerá-la como a principal célula germinativa da política reacionária, o centro mais importante de produção de homens e mulheres reacionários. Tendo surgido e evoluído em consequência de determinados processos sociais, a família torna-se a instituição principal para a manutenção do sistema autoritário que lhe dá forma [...] A mulher sexualmente consciente, que se afirma e é reconhecida como tal, significaria o colapso completo da ideologia autoritária.
Gilles Deleuze e Félix Guattari abordam a teoria política de Wilhelm Reich no livro O anti-Édipo (1972), no qual discutem a formação do fascismo no nível molecular da sociedade.